# Индепенденсия (Сеара)
Индепенденсия (порт. Independência)  —  муниципалитет в Бразилии, входит в штат Сеара. Составная часть мезорегиона Сертойнс-Сеаренсис. Входит в экономико-статистический  микрорегион Сертан-ди-Кратеус. Население составляет 25 413 человека на 2007 год. Занимает площадь 3 218,641 км². Плотность населения — 8,1 чел./км².
Праздник города —  4 декабря.

## История
Город основан 24 июля 1857 года. 

## Статистика
- Валовой внутренний продукт на 2003 составляет 49.586.125,00 реалов (данные: Бразильский институт географии и статистики).
- Валовой внутренний продукт на душу населения на 2003 составляет 1.925,30 реалов (данные: Бразильский институт географии и статистики).
- Индекс развития человеческого потенциала на 2000 составляет 0,657 (данные: Программа развития ООН).

## География
Климат местности: сухой жаркий.